# کریستف مورو
کریستف مورو (فرانسوی: Christophe Moreau‎؛ زادهٔ ۱۲ آوریل ۱۹۷۱) دوچرخه‌سوار اهل فرانسه است.